# Diocese de Petrolina
A Diocese de Petrolina (Dioecesis Petrolinensis) é uma circunscrição eclesiástica da Igreja Católica no Brasil, pertencente à Província Eclesiástica de Olinda e Recife e ao Conselho Episcopal Regional Nordeste II da Conferência Nacional dos Bispos do Brasil, sendo sufragânea da Arquidiocese de Olinda e Recife. A sé episcopal está na Catedral Sagrado Coração de Jesus e Cristo Rei, na cidade de Petrolina, no estado de Pernambuco.

## Histórico
A Diocese de Petrolina foi erigida a 30 de novembro de 1923, pelo Papa Pio XI, desmembrada da Diocese de Pesqueira. Em 16 de junho de 2010 cedeu parte de seu território para a criação da diocese de Salgueiro.

## Demografia
Em 2004, a diocese contava com uma população aproximada de 650.000 habitantes, com 90% de católicos.
O território da diocese é de  31.065 km², organizado em 37 paróquias distribuídas em 21 municípios do sertão de Pernambuco.

## Bispos
|        | Nome                               | Período   | Notas                         |
| Bispos | Bispos                             | Bispos    | Bispos                        |
| ------ | ---------------------------------- | --------- | ----------------------------- |
| 9º     | Antônio Carlos Cruz Santos, M.S.C. | 2024-     | Atual                         |
| 8°     | Francisco Canindé Palhano          | 2018-2024 | Bispo emérito                 |
| 7º     | Manoel dos Reis de Farias          | 2011-2017 | Bispo emérito                 |
| 6º     | Paulo Cardoso da Silva, O.Carm.    | 1985-2011 | Bispo emérito                 |
| 5º     | Gerardo de Andrade Ponte           | 1975-1985 | Nomeado bispo de Patos        |
| 4º     | Antônio Campelo de Aragão, S.D.B.  | 1957-1975 |                               |
| 3º     | Avelar Brandão Vilela              | 1946-1956 | Nomeado arcebispo de Teresina |
| 2º     | Ídilo José Soares                  | 1933-1943 | Nomeado bispo de Santos       |
| 1º     | Antônio Maria Malan                | 1924-1931 | Primeiro bispo da diocese     |